# Обренешть
Обренешть, Обренешті (рум. Obrănești) — село у повіті Харгіта в Румунії. Входить до складу комуни Улієш.
Село розташоване на відстані 208 км на північ від Бухареста, 42 км на захід від М'єркуря-Чука, 143 км на південний схід від Клуж-Напоки, 68 км на північ від Брашова.

## Населення
За даними перепису населення 2002 року у селі проживали 6 осіб, усі — угорці. Усі жителі села рідною мовою назвали угорську.